# Lac-Saint-Jean-Est
Lac-Saint-Jean-Est – regionalna gmina hrabstwa (MRC) w regionie administracyjnym Saguenay–Lac-Saint-Jean prowincji Quebec, w Kanadzie. Stolicą jest miasto Alma. Składa się z 18 gmin: 3 miast, 8 gmin, 1 wsi, 2 parafii i 4 terytoriów niezorganizowanych.
Lac-Saint-Jean-Est ma 52 520 mieszkańców. Język francuski jest językiem ojczystym dla 99,2%, angielski dla 0,4% mieszkańców (2011).